# Евгеније Јуришић Штурм
Евгеније Јуришић-Штурм (Герлиц 1856 - Београд 14. април 1902), у старим изворима Јевђеније, рођен као Еуген Штурм, био је пруски и српски војни званичник лужичкосрпског порекла. Млађи је брат генерала Павла Јуришића-Штурма.

## Биографија
Не зна се пуно о њему и његовом брату пре него што су дошли у Београд. Евгеније се родио у Герлицу 8 година после брата Павла (Паула) као Еуген Штурм. Породица му је била пореклом лужичко-српска. Отац Ото је био управник једног ловишта тадашњег краља Прусије Вилхелма I, мајка му се звала Хермина, а од породице је имао и једну рођену сестру.
Заједно са старијим братом Паулом је у кнежевину Србију дошао нешто после Француско-немачког рата 1870, а пре Српско-турски ратова (1876—1878). Према једној причи су у Србију отишли како би избегли германизацију Лужичких Срба, а по другој су дошли како би предавали на војној академији у Србији. Убрзо по селидби су прешли у православну веру, и превели су породично презиме у Јуришић као најближи превод речи Sturm, док су старо презиме додали новом. Док је Паул постао Павле, Еуген је постао Јевђеније, а касније Евгеније. У српско-турске ратове је ушао са чином пешадијског потпоручника. Рањен је у обе ноге у Боју на Старачи, код Бијељине, 21. јула 1876. године, а до краја рата рањен је још једном, 1878. године.
Две године по окончању рата се 6. јула 1880. оженио Олгом Поповић, ћерком Јована Поповића. Сватови су се скупљали код куће генерала Јована Белимарковића. Евгенијеви унуци су сачували позивницу за тај догађај. Са Олгом је имао 11 деце, од којих су познатија Павле Е. Јуришић-Штурм, који је касније учествовао као војник у Балканским и Првом светском рату, и Момчило, који је био посланик Краљевине Југославије у Бугарској, а затим и у Швајцарској.
На војној академији у Београду је био почасни професор немачког језика, а одатле је, заједно са почасним професором тактике мајором Јованом Павловићем, разрешен 16. маја 1888, а рад су окончали по завршетку испита.
Извршио је самоубиство 14. (1) априла 1902. године. Према аустријским новинама узрок није познат, али је вероватно узрокован финансијским тешкоћама у којима је упао.

## Породица
Из брака са Олгом Поповић је имао 11 деце, од којих су најпознатији Павле (1884–1925) и Момчило. Павле је служио у војсци Србије у Балканским и Првом светском рату, извршио је самоубиство 31. марта 1925. Момчило је био амбасадор у Бугарској и Швајцарској. С обзиром да његов брат Павле није имао деце, сви познати чланови породице воде порекло од њега и Олге. Имају и унуке, а један од њих се зове Павле. Поједини чланови породице су из презимена уклонили Штурм, па су данас само Јуришићи.